# 해나 지터
해나 지터(Hannah Davis, 1990년 5월 5일 ~ )는 미국의 모델이다.